# اولسنو (اوپوله)
اولسنو (به لاتین: Olesno) یک شهر و گمینا در لهستان است که در گمینا اولسنو واقع شده‌است. اولسنو ۱۵٫۱ کیلومتر مربع مساحت و ۱۰٬۱۰۶ نفر جمعیت دارد و ۲۴۰ متر بالاتر از سطح دریا واقع شده‌است.

## خواهرخوانده
شهر آرنسبرگ خواهرخواندهٔ اولسنو (اوپوله) هست.